# Diogo Jota
Diogo José Teixeira da Silva, noto come Diogo Jota (Porto, 4 dicembre 1996 – Cernadilla, 3 luglio 2025), è stato un calciatore portoghese, di ruolo attaccante.
A livello di squadre di club ha vinto una Football League Championship con il Wolverhampton (2017-2018) e una Premier League (2024-2025), una FA Cup (2021-2022), due League Cup (2021-2022 e 2023-2024) e un Community Shield (2022) con il Liverpool.
Con la nazionale portoghese ha vinto la UEFA Nations League nel 2018-2019 e nel 2024-2025.
Nel 2025 è stato inserito nella Hall of Fame del Wolverhampton.

Firma di Diogo Jota

## Biografia

### Infanzia e famiglia
Nacque a Massarelos, quartiere di Oporto, vicino Gondomar, dove mosse i primi passi nel calcio, nonostante il padre volesse che lui praticasse nuoto. Il suo vero cognome era "Silva", ma scelse di usare il nome "Jota" per distinguersi da altri giocatori di nome Diogo e Silva nell'accademia giovanile. "Jota" è la pronuncia portoghese della lettera "J", per cui il nome equivale a Diogo J.Inoltre, era conosciuto anche con il nome di Diego Jota. 
Anche il fratello André Silva, di quattro anni più giovane, nato a Gondomar, è stato un calciatore professionista portoghese, di ruolo centrocampista o attaccante; ha vestito le maglie di Porto, Padroense, Paços Ferreira, Famalicão, Boavista, Gondomar e Penafiel.
Il 22 giugno 2025 sposò Rute Cardoso, da cui ebbe tre figli già prima del matrimonio. Con la ragazza, allora ventottenne, ci fu un legame d'amore già dai tempi delle scuole superiori, precisamente dal 2013.

### Passione per i videogiochi
Oltre a quella per il calcio, Diogo Jota aveva anche un'altra grande passione, quella per i videogiochi, specialmente di FIFA (oggi EA Sports FC) e Candy Crush (gioco per telefono). A febbraio 2021 era il numero uno al mondo nella classifica eSports di FIFA 21 su PlayStation con la sua squadra, i Luna Galaxy (che poi prenderà parte anche a tornei di altri videogiochi come FC 24, DOTA 2 e Rocket League), registrando dirette sulla piattaforma di Twitch; inoltre, durante il periodo di Lockdown per la pandemia di COVID-19, prese parte alla ePremier League, torneo caratterizzato da una serie di partite giocate contro altri calciatori della Premier League e alcune celebrità musicali su FIFA 20, vincendolo, sconfiggendo in finale il suo futuro compagno al Liverpool Trent Alexander-Arnold. In questo ambito, divenne subito celebre l'esultanza in cui lui si siedeva a terra e si metteva in posa come se stesse controllando un controller o un joystick dopo un gol, tant'è che lui stesso chiese alla EA di aggiungere la sua esultanza nei giochi FIFA, richiesta che poi fu accolta.

## Caratteristiche tecniche
Il suo ruolo naturale e che prediligeva era quello di ala sinistra, ma spesso veniva utilizzato anche come prima o seconda punta, potendo così svariare su tutto il fronte offensivo. In spazi larghi era complicato da fermare perché univa velocità, resistenza allo sforzo e una buona tecnica individuale e dribbling, possedeva grandi capacità di inserimento senza palla, nonostante la bassa statura era un abile colpitore di testa, inoltre aveva una buona abilità con entrambi i piedi e questo gli permetteva di essere un buon finalizzatore. Le sue prestazioni spesso venivano compromesse da alcuni infortuni.

## Carriera

### Club

#### Gli inizi
Cresciuto nel vivaio del Gondomar, dove milita per otto anni, nel 2013 passa al Paços Ferreira, con cui, sotto la guida dell'allenatore Paulo Fonseca, debutta in Primeira Liga il 20 febbraio 2015, nella partita pareggiata per 2-2 contro il Vitória Guimarães, mentre il 17 maggio seguente realizza la sua prima rete in campionato, nel successo per 3-2 contro l'Académica, diventando, a 18 anni, 9 mesi e 10 giorni, il più giovane realizzatore del club in massima serie. Si mette in luce nella stagione 2015-2016, mettendo a segno 12 gol in 31 presenze di campionato e consentendo alla sua squadra di raggiungere il settimo posto in classifica.

#### Parentesi Atlético Madrid e prestito al Porto
Il 6 luglio 2016 si trasferisce agli spagnoli dell'Atlético Madrid per circa sette milioni di euro. Con i Colchoneros firma un contratto quinquennale, per poi essere girato al Porto in prestito con diritto di riscatto il 26 agosto. Alla prima presenza da titolare, il 1º ottobre 2016, mette a segno una tripletta nel primo tempo nella partita contro il Nacional. Successivamente, segna un gol in UEFA Champions League, il primo in carriera nella competizione, nel 5-0 al Leicester City del 7 dicembre 2016. Chiude la sua stagione con i Dragões con 38 presenze e 9 gol in tutte le competizioni.

#### Wolverhampton

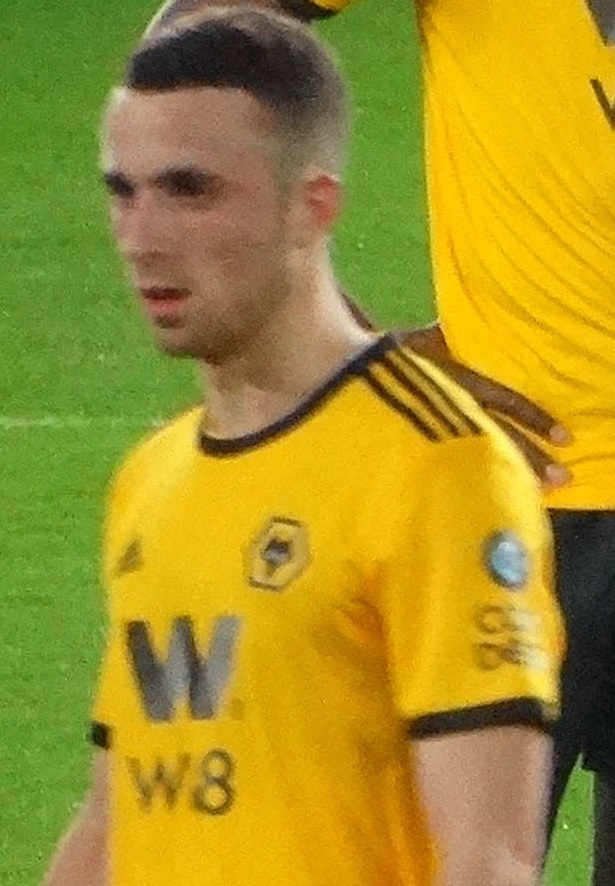
Diogo Jota al nel 2018

Tornato all'Atlético, viene subito ceduto al Wolverhampton, in prestito con diritto di riscatto e controriscatto a favore della società spagnola. Trova subito ubicazione nel 3-4-3 di Nuno Espírito Santo, realizzando la prima rete in competizioni ufficiali all'esordio in Championship, in un Wolverhampton-Middlesbrough 2-1. A fine stagione, i Wolves esercitano il diritto di riscatto di 14 milioni di euro. In totale segna 17 reti in 44 partite in campionato, contribuendo al ritorno in Premier League dopo 6 anni di assenza dei lupi.
Nel massimo campionato inglese, Diogo Jota conferma le ottime prestazioni mostrate in Championship, e il 19 gennaio 2019 segna una tripletta decidendo la sfida vinta per 4-3 contro il Leicester City; erano 11 anni che un portoghese non segnava una tripletta in Premier, e l'ultimo a riuscirci era stato Cristiano Ronaldo nel gennaio 2008 contro il Newcastle Utd; contestualmente, diventa il primo giocatore nella storia dei Wolves a realizzare una tripletta nel massimo campionato inglese. Chiude la sua esperienza a Wolverhampton con 131 presenze e 44 gol in tutte le competizioni.
Il 17 luglio 2025 i lupi hanno deciso di inserire Diogo Jota nella propria Hall of Fame.

#### Liverpool

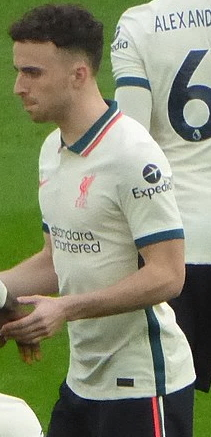
Diogo Jota con il nel 2021

Il 19 settembre 2020 si trasferisce a titolo definitivo per circa 45 milioni di euro (più il cartellino di Ki-Jana Hoever) al Liverpool. Debutta con i Reds otto giorni dopo nella sfida vinta 3-1 contro l'Arsenal, subentrando a Sadio Mané e segnando il definitivo 3-1. Nonostante dovesse essere inizialmente una riserva, trova sin da subito spazio e fornisce delle buone prestazioni, tanto che il 27 ottobre seguente realizza la sua prima rete in Champions League con i Reds nel successo per 2-0 contro il Midtjylland, segnando il primo gol della sua squadra, che al contempo è stato il gol n°10.000 della storia del Liverpool. Nella gara con l'Atalanta del 3 novembre successivo, contribuisce alla vittoria per 5-0 segnando una tripletta, la quinta in carriera. Nel mese di gennaio si infortuna al polpaccio destro, costringendosi ad uno stop di quasi quattro mesi. Chiude la prima annata con 30 presenze e 13 reti.
La seconda stagione si dimostra molto prolifica per Diogo Jota, che realizza 15 reti in campionato, in una stagione parecchio sfortunata per i Reds, che chiudono secondi in classifica ad un solo punto dal Manchester City, ed inoltre perde 1-0 la finale di Champions League contro il Real Madrid, che disputa da subentrato, oltre a quelle di FA Cup e League Cup, entrambe vinte contro il Chelsea.
Nella stagione 2024-2025 vince per la prima volta la Premier League, in cui contribuisce con 6 reti, e disputa la finale di EFL Cup, persa contro il Newcastle Utd (1-2). Il 2 aprile 2025 segna il gol decisivo valido per il successo nel derby del Merseyside contro l'Everton (1-0); di fatto, questa sarà la sua ultima rete in carriera.
Dopo la sua prematura scomparsa, il Liverpool ha deciso di pagare lo stipendio (con il contratto del portoghese in scadenza il 30 giugno 2027) alla famiglia.

### Nazionale

#### Nazionali giovanili e olimpica
Compie la trafila delle nazionali giovanili lusitane, passando per l'Under-19 e l'Under-21, con cui disputa un Europeo di categoria, nel 2017, in cui si arrende ai quarti di finale contro la Spagna (3-1). Inoltre, nel 2016, viene convocato dalla nazionale olimpica per disputare le Olimpiadi di Rio de Janeiro, in Brasile, dove scenderà in campo una volta, segnando pure.

#### Nazionale maggiore
Il 14 novembre 2019 debutta con il Portogallo nel successo per 6-0 contro la Lituania. Il 5 settembre 2020 mette a segno la sua prima rete con la maglia della nazionale maggiore nel corso della prima giornata della UEFA Nations League 2020-2021, segnando il gol del momentaneo 2-0 nel successo per 4-1 dei portoghesi contro la Croazia. Vista la presenza di Cristiano Ronaldo nel suo ruolo, parte come riserva nelle gerarchie della nazionale. Viene convocato dal CT Fernando Santos per il campionato d'Europa 2021, dove segnerà un gol e un assist in 4 partite. A causa di un infortunio, però, salta il campionato del mondo 2022 in Qatar. Con la Seleção ha vinto due UEFA Nations League, quella 2018-2019, in finale contro i Paesi Bassi (1-0), e quella 2024-2025, contro la Spagna (7-5 d.t.r.), nella sua ultima partita.

## Morte
Nella notte tra il 2 e il 3 luglio 2025 Diogo Jota è morto all'età di 28 anni a seguito di un incidente stradale, in cui è deceduto anche il fratello, al chilometro 65 della superstrada A-52 delle Rias Bajas nel comune di Cernadilla, al confine con i comuni di Asturianos e Palacios de Sanabria, nella provincia di Zamora, in Spagna, mentre viaggiava in automobile dal Portogallo a Santander, dove avrebbe dovuto prendere un traghetto che lo avrebbe riportato in Inghilterra: a causa di un recente intervento chirurgico ai polmoni, i medici gli avevano infatti sconsigliato di viaggiare in aereo. L'auto su cui viaggiavano, una Lamborghini Huracán verde, è improvvisamente uscita di strada finendo la corsa in una scarpata, a causa dello scoppio di uno pneumatico durante una manovra di sorpasso. In pochi istanti, l'auto ha preso fuoco, facendo morire carbonizzati i due giovani; l'incendio ha coinvolto anche la vegetazione circostante. Secondo le indagini della Guardia Civil, a causare l'incidente sarebbero stati principalmente due fattori: l'eccessiva velocità dell'auto guidata dallo stesso Diogo Jota (superiore ai 120km/h, limite di quel tratto autostradale) e un problema ad uno pneumatico posteriore; tuttavia, due camionisti, José Azevedo e José Aleixo Duarte (che ha tentato di spegnere il fuoco con un estintore), hanno smentito tutto, avendo assistito in diretta alla scena ed essendo quindi testimoni, dicendo che l'automobile dei due ragazzi andava a velocità rientranti nel limite, e dando anche responsabilità alla scarsa manutenzione del manto autostradale, travagliato e pieno di buche, in cui già in passato sono accaduti episodi simili.

### Memoria e funerali

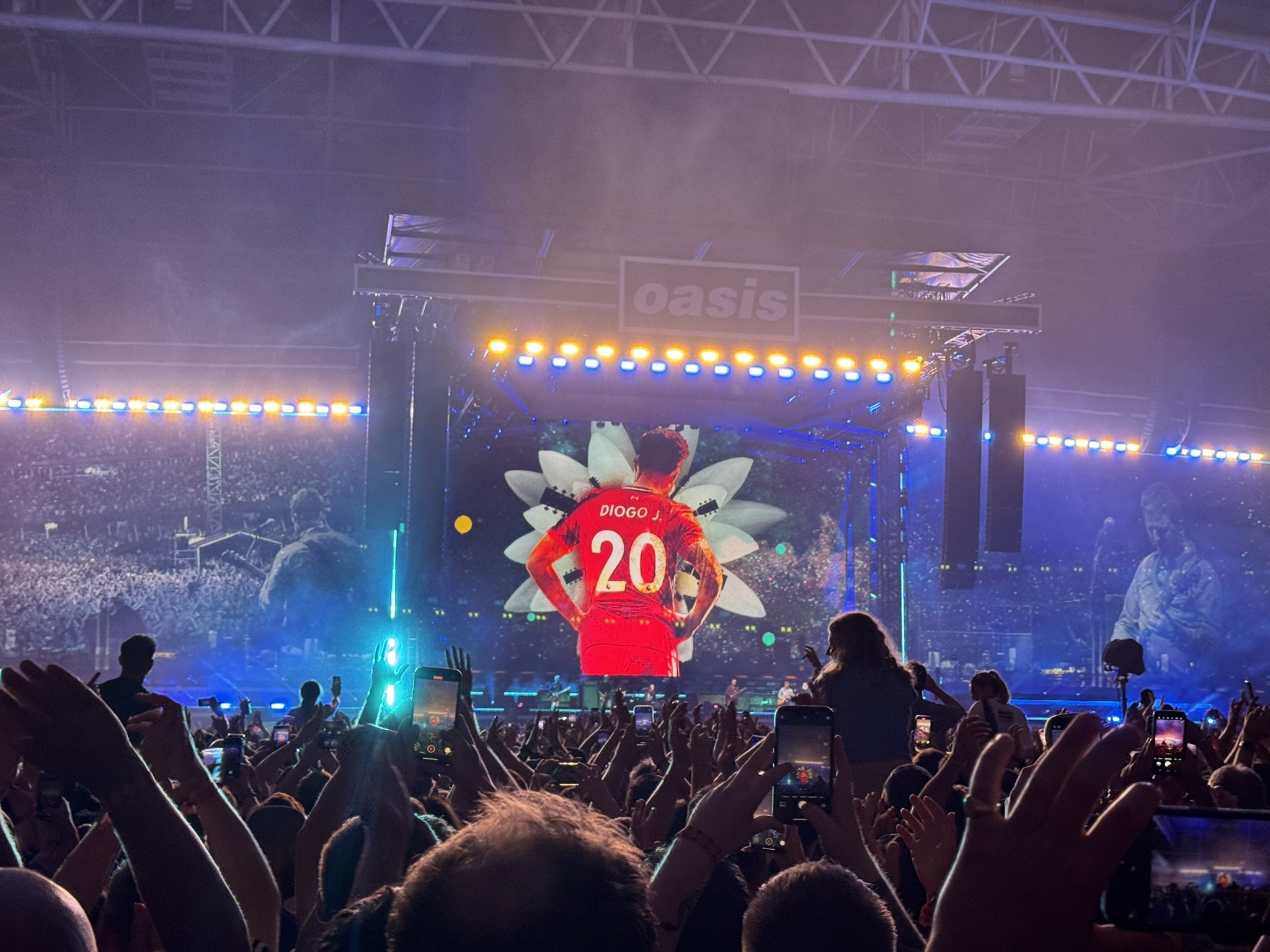
L'omaggio degli Oasis a Diogo Jota durante il concerto iniziale del loro nono tour musicale al Millennium Stadium di Cardiff

Dopo la sua morte, si sono susseguiti messaggi di cordoglio da parte di calciatori e squadre. Molti tifosi del Liverpool e non solo, compresi i rivali storici di Everton e Manchester Utd, si sono recati fuori Anfield portando fiori, magliette, striscioni, palloncini e foto per rendergli omaggio. Inoltre, i Reds hanno deciso di ritirare la maglia numero 20, indossata da Diogo Jota nei suoi cinque anni a Liverpool. L'attaccante è stato omaggiato dalla rock band degli Oasis nel loro primo concerto dopo la reunion; gli è stata dedicata la canzone Live Forever (Vivere Per Sempre). Il 7 luglio si è tenuto alle ore 19 il tributo da parte del Liverpool ad Anfield. L'11 luglio i giocatori hanno lasciato fiori, messaggi commemorativi e preghiere per il loro ex compagno e al fratello, che sono stati nel frattempo omaggiati anche a Preston. Ai giocatori gli sono anche stati dedicati dai tifosi dei murali fuori lo stadio e non solo, come uno con su scritto Forever 20 (Per sempre 20).
(Arne Slot, tecnico del Liverpool)
La veglia funebre per i due giovani si è svolta verso le ore 16 del 4 luglio nella camera ardente della Capela da Ressureição di Gondomar, mentre sabato 5 luglio, alle 10 di mattina, si sono tenuti i funerali presso la chiesa Igreja Matriz sempre del comune portoghese. La bara di Diogo Jota è stata portata, tra gli altri, anche da Rúben Neves, anch'egli calciatore e suo amico fraterno, avuto come compagno al Porto, al Wolverhampton e in nazionale, mentre quella di André Silva è stata portata dai suoi compagni di squadra del Penafiel. Le salme sono poi state portate e sepolte al cimitero di Gondomar.

## Statistiche
Tra club, nazionale maggiore e nazionali giovanili (inclusa la nazionale olimpica), Diogo Jota ha disputato 477 partite segnando 164 reti, alla media di 0.34 gol a partita.

### Presenze e reti nei club
| Stagione              | Squadra               | Campionato            | Campionato | Campionato | Coppe nazionali | Coppe nazionali | Coppe nazionali | Coppe continentali | Coppe continentali | Coppe continentali | Altre coppe | Altre coppe | Altre coppe | Totale | Totale |
| Stagione              | Squadra               | Comp                  | Pres       | Reti       | Comp            | Pres            | Reti            | Comp               | Pres               | Reti               | Comp        | Pres        | Reti        | Pres   | Reti   |
| --------------------- | --------------------- | --------------------- | ---------- | ---------- | --------------- | --------------- | --------------- | ------------------ | ------------------ | ------------------ | ----------- | ----------- | ----------- | ------ | ------ |
| 2014-2015             | Paços Ferreira        | PL                    | 10         | 2          | CP+CdL          | 2+0             | 2+0             | -                  | -                  | -                  | -           | -           | -           | 12     | 4      |
| 2015-2016             | Paços Ferreira        | PL                    | 31         | 12         | CP+CdL          | 2+2             | 2+0             | -                  | -                  | -                  | -           | -           | -           | 35     | 14     |
| Totale Paços Ferreira | Totale Paços Ferreira | Totale Paços Ferreira | 41         | 14         |                 | 6               | 4               |                    | -                  | -                  | -           |             | -           | 47     | 18     |
| 2016-2017             | Porto                 | PL                    | 27         | 8          | CP+CdL          | 2+1             | 0               | UCL                | 8                  | 1                  | -           | -           | -           | 38     | 9      |
| 2017-2018             | Wolverhampton         | FLC                   | 44         | 17         | FACup+CdL       | 1+1             | 1+0             | -                  | -                  | -                  | -           | -           | -           | 46     | 18     |
| 2018-2019             | Wolverhampton         | PL                    | 33         | 9          | FACup+CdL       | 3+1             | 1+0             | -                  | -                  | -                  | -           | -           | -           | 37     | 10     |
| 2019-2020             | Wolverhampton         | PL                    | 34         | 7          | FACup+CdL       | 0               | 0               | UEL                | 14                 | 9                  | -           | -           | -           | 48     | 16     |
| Totale Wolverhampton  | Totale Wolverhampton  | Totale Wolverhampton  | 111        | 33         |                 | 6               | 2               |                    | 14                 | 9                  |             | -           | -           | 131    | 44     |
| 2020-2021             | Liverpool             | PL                    | 19         | 9          | FACup+CdL       | 0+2             | 0+0             | UCL                | 9                  | 4                  | CS          | -           | -           | 30     | 13     |
| 2021-2022             | Liverpool             | PL                    | 35         | 15         | FACup+CdL       | 5+4             | 2+3             | UCL                | 11                 | 1                  | -           | -           | -           | 55     | 21     |
| 2022-2023             | Liverpool             | PL                    | 22         | 7          | FACup+CdL       | 0               | 0               | UCL                | 6                  | 0                  | -           | -           | -           | 28     | 7      |
| 2023-2024             | Liverpool             | PL                    | 21         | 10         | FACup+CdL       | 2+4             | 1+1             | UEL                | 5                  | 3                  | -           | -           | -           | 32     | 15     |
| 2024-2025             | Liverpool             | PL                    | 26         | 6          | FACup+CdL       | 2+5             | 1+2             | UCL                | 4                  | 0                  | -           | -           | -           | 37     | 9      |
| Totale Liverpool      | Totale Liverpool      | Totale Liverpool      | 123        | 47         |                 | 24              | 10              |                    | 35                 | 8                  |             | -           | -           | 182    | 65     |
| Totale carriera       | Totale carriera       | Totale carriera       | 302        | 102        |                 | 39              | 16              |                    | 57                 | 18                 |             | -           | -           | 398    | 136    |

### Cronologia presenze e reti in nazionale
| Cronologia completa delle presenze e delle reti in nazionale ― Portogallo | Cronologia completa delle presenze e delle reti in nazionale ― Portogallo | Cronologia completa delle presenze e delle reti in nazionale ― Portogallo | Cronologia completa delle presenze e delle reti in nazionale ― Portogallo | Cronologia completa delle presenze e delle reti in nazionale ― Portogallo | Cronologia completa delle presenze e delle reti in nazionale ― Portogallo | Cronologia completa delle presenze e delle reti in nazionale ― Portogallo | Cronologia completa delle presenze e delle reti in nazionale ― Portogallo |
| Data                                                                      | Città                                                                     | In casa                                                                   | Risultato                                                                 | Ospiti                                                                    | Competizione                                                              | Reti                                                                      | Note                                                                      |
| ------------------------------------------------------------------------- | ------------------------------------------------------------------------- | ------------------------------------------------------------------------- | ------------------------------------------------------------------------- | ------------------------------------------------------------------------- | ------------------------------------------------------------------------- | ------------------------------------------------------------------------- | ------------------------------------------------------------------------- |
| 14-11-2019                                                                | Faro                                                                      | Portogallo                                                                | 6 – 0                                                                     | Lituania                                                                  | Qual. Euro 2020                                                           | -                                                                         | 83’                                                                       |
| 17-11-2019                                                                | Lussemburgo                                                               | Lussemburgo                                                               | 0 – 2                                                                     | Portogallo                                                                | Qual. Euro 2020                                                           | -                                                                         | 71’                                                                       |
| 5-9-2020                                                                  | Porto                                                                     | Portogallo                                                                | 4 – 1                                                                     | Croazia                                                                   | UEFA Nations League 2020-2021 - 1º turno                                  | 1                                                                         |                                                                           |
| 8-9-2020                                                                  | Stoccolma                                                                 | Svezia                                                                    | 0 – 2                                                                     | Portogallo                                                                | UEFA Nations League 2020-2021 - 1º turno                                  | -                                                                         | 81’                                                                       |
| 7-10-2020                                                                 | Lisbona                                                                   | Portogallo                                                                | 0 – 0                                                                     | Spagna                                                                    | Amichevole                                                                | -                                                                         | 79’                                                                       |
| 11-10-2020                                                                | Saint-Denis                                                               | Francia                                                                   | 0 – 0                                                                     | Portogallo                                                                | UEFA Nations League 2020-2021 - 1º turno                                  | -                                                                         | 61’                                                                       |
| 14-10-2020                                                                | Lisbona                                                                   | Portogallo                                                                | 3 – 0                                                                     | Svezia                                                                    | UEFA Nations League 2020-2021 - 1º turno                                  | 2                                                                         | 52’ 88’                                                                   |
| 11-11-2020                                                                | Lisbona                                                                   | Portogallo                                                                | 7 – 0                                                                     | Andorra                                                                   | Amichevole                                                                | -                                                                         | 74’                                                                       |
| 14-11-2020                                                                | Lisbona                                                                   | Portogallo                                                                | 0 – 1                                                                     | Francia                                                                   | UEFA Nations League 2020-2021 - 1º turno                                  | -                                                                         | 56’                                                                       |
| 17-11-2020                                                                | Spalato                                                                   | Croazia                                                                   | 2 – 3                                                                     | Portogallo                                                                | UEFA Nations League 2020-2021 - 1º turno                                  | -                                                                         | 77’                                                                       |
| 27-3-2021                                                                 | Belgrado                                                                  | Serbia                                                                    | 2 – 2                                                                     | Portogallo                                                                | Qual. Mondiali 2022                                                       | 2                                                                         | 85’                                                                       |
| 30-3-2021                                                                 | Lussemburgo                                                               | Lussemburgo                                                               | 1 – 3                                                                     | Portogallo                                                                | Qual. Mondiali 2022                                                       | 1                                                                         | 39’ 68’                                                                   |
| 4-6-2021                                                                  | Madrid                                                                    | Spagna                                                                    | 0 – 0                                                                     | Portogallo                                                                | Amichevole                                                                | -                                                                         | 70’                                                                       |
| 9-6-2021                                                                  | Lisbona                                                                   | Portogallo                                                                | 4 – 0                                                                     | Israele                                                                   | Amichevole                                                                | -                                                                         | 46’                                                                       |
| 15-6-2021                                                                 | Budapest                                                                  | Ungheria                                                                  | 0 – 3                                                                     | Portogallo                                                                | Euro 2020 - 1º turno                                                      | -                                                                         | 81’                                                                       |
| 19-6-2021                                                                 | Monaco di Baviera                                                         | Portogallo                                                                | 2 – 4                                                                     | Germania                                                                  | Euro 2020 - 1º turno                                                      | 1                                                                         | 83’                                                                       |
| 23-6-2021                                                                 | Budapest                                                                  | Portogallo                                                                | 2 – 2                                                                     | Francia                                                                   | Euro 2020 - 1º turno                                                      | -                                                                         |                                                                           |
| 27-6-2021                                                                 | Siviglia                                                                  | Belgio                                                                    | 1 – 0                                                                     | Portogallo                                                                | Euro 2020 - Ottavi di finale                                              | -                                                                         | 70’                                                                       |
| 1-9-2021                                                                  | Faro                                                                      | Portogallo                                                                | 2 – 1                                                                     | Irlanda                                                                   | Qual. Mondiali 2022                                                       | -                                                                         |                                                                           |
| 4-9-2021                                                                  | Debrecen                                                                  | Qatar                                                                     | 1 – 3                                                                     | Portogallo                                                                | Amichevole                                                                | -                                                                         | 59’                                                                       |
| 7-9-2021                                                                  | Baku                                                                      | Azerbaigian                                                               | 0 – 3                                                                     | Portogallo                                                                | Qual. Mondiali 2022                                                       | 1                                                                         | 78’                                                                       |
| 14-11-2021                                                                | Lisbona                                                                   | Portogallo                                                                | 1 – 2                                                                     | Serbia                                                                    | Qual. Mondiali 2022                                                       | -                                                                         | 83’                                                                       |
| 24-3-2022                                                                 | Porto                                                                     | Portogallo                                                                | 3 – 1                                                                     | Turchia                                                                   | Qual. Mondiali 2022                                                       | 1                                                                         | 35’ 71’                                                                   |
| 29-3-2022                                                                 | Porto                                                                     | Portogallo                                                                | 2 – 0                                                                     | Macedonia del Nord                                                        | Qual. Mondiali 2022                                                       | -                                                                         | 76’                                                                       |
| 5-6-2022                                                                  | Lisbona                                                                   | Portogallo                                                                | 4 – 0                                                                     | Svizzera                                                                  | UEFA Nations League 2022-2023 - 1º turno                                  | -                                                                         | 67’                                                                       |
| 9-6-2022                                                                  | Lisbona                                                                   | Portogallo                                                                | 2 – 0                                                                     | Rep. Ceca                                                                 | UEFA Nations League 2022-2023 - 1º turno                                  | -                                                                         | 80’                                                                       |
| 12-6-2022                                                                 | Lancy                                                                     | Svizzera                                                                  | 1 – 0                                                                     | Portogallo                                                                | UEFA Nations League 2022-2023 - 1º turno                                  | -                                                                         | 62’                                                                       |
| 24-9-2022                                                                 | Praga                                                                     | Rep. Ceca                                                                 | 0 – 4                                                                     | Portogallo                                                                | UEFA Nations League 2022-2023 - 1º turno                                  | 1                                                                         | 67’                                                                       |
| 27-9-2022                                                                 | Braga                                                                     | Portogallo                                                                | 0 – 1                                                                     | Spagna                                                                    | UEFA Nations League 2022-2023 - 1º turno                                  | -                                                                         | 78’                                                                       |
| 26-3-2023                                                                 | Lussemburgo                                                               | Lussemburgo                                                               | 0 – 6                                                                     | Portogallo                                                                | Qual. Euro 2024                                                           | -                                                                         | 86’                                                                       |
| 17-6-2023                                                                 | Lisbona                                                                   | Portogallo                                                                | 3 – 0                                                                     | Bosnia ed Erzegovina                                                      | Qual. Euro 2024                                                           | -                                                                         | 88’                                                                       |
| 20-6-2023                                                                 | Reykjavík                                                                 | Islanda                                                                   | 0 – 1                                                                     | Portogallo                                                                | Qual. Euro 2024                                                           | -                                                                         | 90+3’                                                                     |
| 11-9-2023                                                                 | Faro                                                                      | Portogallo                                                                | 9 – 0                                                                     | Lussemburgo                                                               | Qual. Euro 2024                                                           | 2                                                                         |                                                                           |
| 13-10-2023                                                                | Porto                                                                     | Portogallo                                                                | 3 – 2                                                                     | Slovacchia                                                                | Qual. Euro 2024                                                           | -                                                                         | 87’                                                                       |
| 16-10-2023                                                                | Zenica                                                                    | Bosnia ed Erzegovina                                                      | 0 – 5                                                                     | Portogallo                                                                | Qual. Euro 2024                                                           | -                                                                         | 65’                                                                       |
| 16-11-2023                                                                | Vaduz                                                                     | Liechtenstein                                                             | 0 – 2                                                                     | Portogallo                                                                | Qual. Euro 2024                                                           | -                                                                         | 90+5’                                                                     |
| 4-6-2024                                                                  | Lisbona                                                                   | Portogallo                                                                | 4 – 2                                                                     | Finlandia                                                                 | Amichevole                                                                | 1                                                                         | 46’                                                                       |
| 8-6-2024                                                                  | Oeiras                                                                    | Portogallo                                                                | 1 – 2                                                                     | Croazia                                                                   | Amichevole                                                                | 1                                                                         | 46’                                                                       |
| 11-6-2024                                                                 | Aveiro                                                                    | Portogallo                                                                | 3 – 0                                                                     | Irlanda                                                                   | Amichevole                                                                | -                                                                         | 46’                                                                       |
| 18-6-2024                                                                 | Lipsia                                                                    | Portogallo                                                                | 2 – 1                                                                     | Rep. Ceca                                                                 | Euro 2024 - 1º turno                                                      | -                                                                         | 63’                                                                       |
| 26-6-2024                                                                 | Gelsenkirchen                                                             | Georgia                                                                   | 2 – 0                                                                     | Portogallo                                                                | Euro 2024 - 1º turno                                                      | -                                                                         | 75’                                                                       |
| 1-7-2024                                                                  | Francoforte sul Meno                                                      | Portogallo                                                                | 0 – 0 dts (3 – 0 dtr)                                                     | Slovenia                                                                  | Euro 2024 - Ottavi di finale                                              | -                                                                         | 65’                                                                       |
| 5-9-2024                                                                  | Lisbona                                                                   | Portogallo                                                                | 2 – 1                                                                     | Croazia                                                                   | UEFA Nations League 2024-2025 - 1º turno                                  | -                                                                         | 87’                                                                       |
| 8-9-2024                                                                  | Lisbona                                                                   | Portogallo                                                                | 2 – 1                                                                     | Scozia                                                                    | UEFA Nations League 2024-2025 - 1º turno                                  | -                                                                         |                                                                           |
| 12-10-2024                                                                | Varsavia                                                                  | Polonia                                                                   | 1 – 3                                                                     | Portogallo                                                                | UEFA Nations League 2024-2025 - 1º turno                                  | -                                                                         | 63’                                                                       |
| 15-10-2024                                                                | Glasgow                                                                   | Scozia                                                                    | 0 – 0                                                                     | Portogallo                                                                | UEFA Nations League 2024-2025 - 1º turno                                  | -                                                                         | 18’ 61’                                                                   |
| 23-3-2025                                                                 | Lisbona                                                                   | Portogallo                                                                | 5 – 2 dts                                                                 | Danimarca                                                                 | UEFA Nations League 2024-2025 - Quarti di finale                          | -                                                                         | 62’ 75’                                                                   |
| 4-6-2025                                                                  | Monaco di Baviera                                                         | Germania                                                                  | 1 – 2                                                                     | Portogallo                                                                | UEFA Nations League 2024-2025 - Semifinale                                | -                                                                         | 83’                                                                       |
| 8-6-2025                                                                  | Monaco di Baviera                                                         | Portogallo                                                                | 2 – 2 dts (5 – 3 dtr)                                                     | Spagna                                                                    | UEFA Nations League 2024-2025 - Finale                                    | -                                                                         | 106’                                                                      |
| Totale                                                                    |                                                                           | Presenze                                                                  | 49                                                                        |                                                                           | Reti                                                                      | 14                                                                        |                                                                           |

## Palmarès

### Club

#### Competizioni nazionali

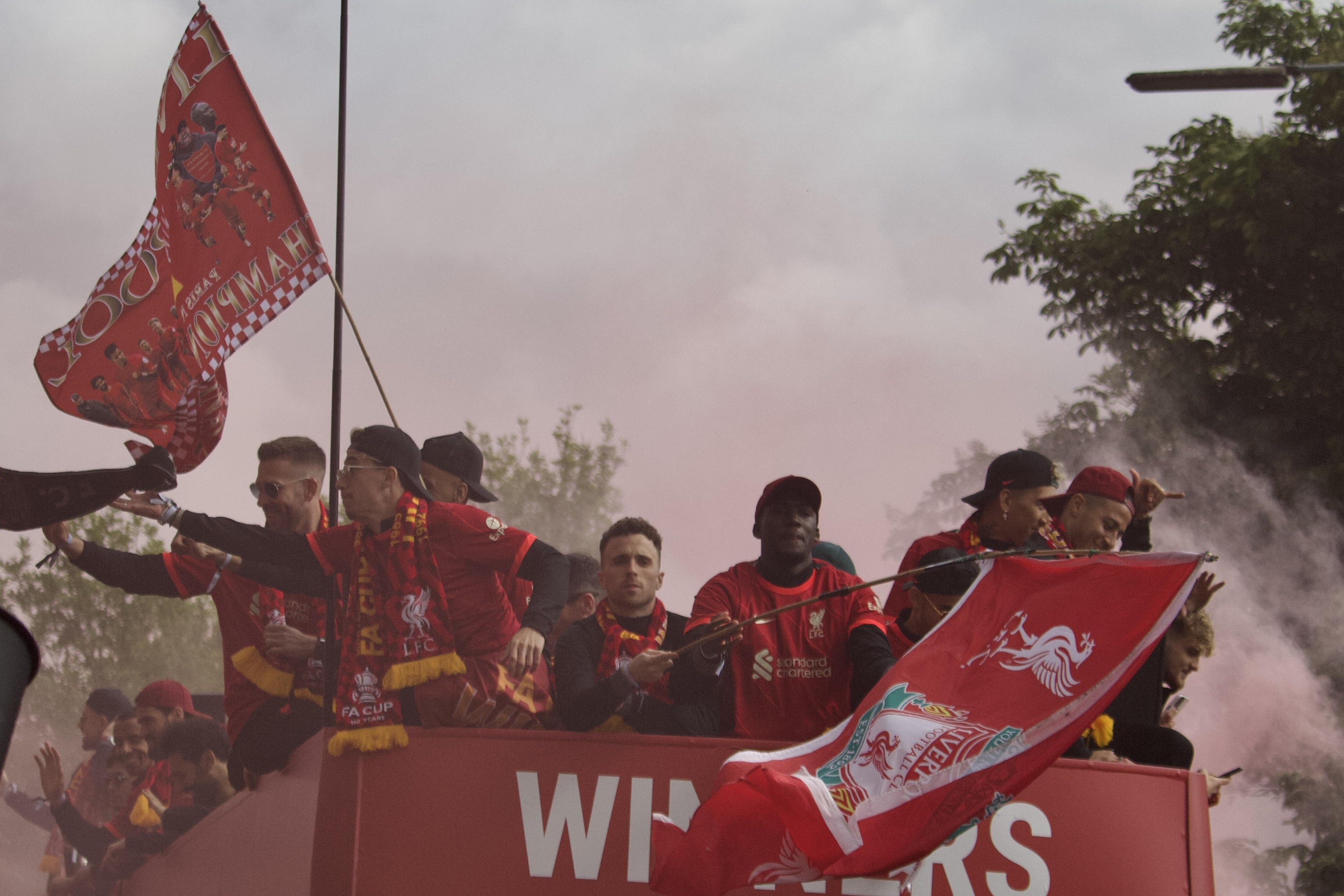
Diogo Jota (centro-sinistra) con in mano la bandiera del, durante i festeggiamenti per le vittorie di FA Cup e Carabao Cup nel 2022

- Campionato inglese di seconda divisione: 1

Wolverhampton: 2017-2018
- Coppa di Lega inglese: 2

Liverpool: 2021-2022, 2023-2024
- Coppa d'Inghilterra: 1

Liverpool: 2021-2022
- Community Shield: 1

Liverpool: 2022
- Campionato inglese: 1

Liverpool: 2024-2025

### Nazionale
- UEFA Nations League: 2

2018-2019, 2024-2025